# Erysimum hedgeanum
Erysimum hedgeanum är en korsblommig växtart som beskrevs av Al-shehbaz. Erysimum hedgeanum ingår i släktet kårlar, och familjen korsblommiga växter. Inga underarter finns listade i Catalogue of Life.